# 栃勇義治
栃勇 義治（とちいさみ よしはる、1947年10月2日 - ）は、青森県南津軽郡田舎館村出身で春日野部屋に所属した元大相撲力士。本名は阿保 鉄雄（あぼ てつお）。身長177cm、体重115kg。得意手は左四つ、押し、吊り。最高位は東前頭7枚目（1971年1月場所）。

## 来歴
中学生の時から相撲を始めて同郷の栃ノ海に憧れ、中学校卒業後に栃ノ海の姉の紹介で春日野部屋へ入門し、1963年（昭和38年）3月場所に於いて初土俵を踏んだ。
入門後は押し相撲の指導を受け、1969年（昭和44年）7月場所で新入幕を果たした。しかし立合いの鋭さに欠けたために幕内では苦戦し、さらに1972年（昭和47年）9月場所で右肩を負傷してからは不振で、翌年9月場所では幕下まで落ちた。
1975年（昭和50年）1月場所で十両に復帰し、以後5年にわたって十両で取り続けたものの幕内復帰は果たせず、1979年（昭和54年）11月場所限りで引退した。引退まで十両に通算で54場所在位したが、これは、当時の十両在位最多記録となった（後に、大潮と蜂矢が栃勇より1場所多い55場所まで更新している）。
引退後は年寄・岩友を襲名し、2012年（平成24年）10月に停年退職するまで、長く春日野部屋の部屋付き親方として後進の指導に当たった。

## 主な成績・記録
- 通算成績：607勝590敗23休 勝率.507
- 幕内成績：64勝85敗16休 勝率.430
- 現役在位：101場所
- 幕内在位：11場所
- 各段優勝
  - 十両優勝：1回（1976年5月場所）
  - 幕下優勝：1回（1967年9月場所）

### 場所別成績
| | 一月場所 初場所（東京） | 三月場所 春場所（大阪） | 五月場所 夏場所（東京） | 七月場所 名古屋場所（愛知） | 九月場所 秋場所（東京） | 十一月場所 九州場所（福岡） |
| --- | ----------------------- | ----------------------- | ----------------------- | --------------------------- | ----------------------- | --------------------------- |
| 1963年 （昭和38年） | x                       | （前相撲）              | 西序ノ口16枚目 5–2      | 東序二段42枚目 5–2          | 西三段目95枚目 4–3      | 西三段目62枚目 2–5          |
| 1964年 （昭和39年） | 東三段目82枚目 4–3      | 西三段目68枚目 4–3      | 東三段目55枚目 3–4      | 東三段目57枚目 2–5          | 西三段目87枚目 6–1      | 東三段目41枚目 4–3          |
| 1965年 （昭和40年） | 西三段目30枚目 3–4      | 東三段目41枚目 5–2      | 西三段目13枚目 6–1      | 西幕下73枚目 2–5            | 西幕下92枚目 5–2        | 東幕下67枚目 3–4            |
| 1966年 （昭和41年） | 東幕下73枚目 4–3        | 東幕下69枚目 4–3        | 東幕下64枚目 1–6        | 西幕下89枚目 4–3            | 東幕下77枚目 3–4        | 東幕下88枚目 6–1            |
| 1967年 （昭和42年） | 東幕下57枚目 4–3        | 西幕下51枚目 5–2        | 西幕下45枚目 4–3        | 西幕下35枚目 5–2            | 西幕下20枚目 優勝 7–0   | 東十両12枚目 11–4           |
| 1968年 （昭和43年） | 西十両4枚目 10–5        | 東十両筆頭 5–10         | 西十両6枚目 7–8         | 西十両7枚目 7–8             | 東十両8枚目 8–7         | 東十両5枚目 9–6             |
| 1969年 （昭和44年） | 西十両筆頭 5–10         | 東十両8枚目 10–5        | 東十両筆頭 9–6          | 西前頭10枚目 5–10           | 西十両2枚目 5–10        | 西十両7枚目 8–7             |
| 1970年 （昭和45年） | 西十両4枚目 8–7         | 東十両2枚目 9–6         | 西前頭12枚目 8–7        | 西前頭7枚目 6–9             | 東前頭9枚目 7–8         | 西前頭10枚目 8–7            |
| 1971年 （昭和46年） | 東前頭7枚目 0–2–13      | 東十両2枚目 8–7         | 西十両筆頭 6–9          | 東十両4枚目 9–6             | 西十両筆頭 9–6          | 西前頭11枚目 8–7            |
| 1972年 （昭和47年） | 西前頭7枚目 5–10        | 西前頭11枚目 8–7        | 西前頭8枚目 5–10        | 東十両筆頭 8–7              | 西前頭13枚目 4–8–3      | 東十両5枚目 7–8             |
| 1973年 （昭和48年） | 西十両6枚目 7–8         | 西十両10枚目 8–7        | 東十両8枚目 6–9         | 東十両12枚目 2–6–7          | 東幕下10枚目 2–5        | 東幕下21枚目 5–2            |
| 1974年 （昭和49年） | 西幕下10枚目 6–1        | 東幕下3枚目 3–4         | 西幕下6枚目 5–2         | 西幕下2枚目 3–4             | 西幕下6枚目 5–2         | 東幕下3枚目 5–2             |
| 1975年 （昭和50年） | 西十両12枚目 10–5       | 東十両4枚目 8–7         | 東十両3枚目 5–10        | 西十両9枚目 8–7             | 東十両9枚目 8–7         | 東十両8枚目 7–8             |
| 1976年 （昭和51年） | 西十両10枚目 8–7        | 東十両9枚目 7–8         | 東十両10枚目 優勝 11–4  | 西十両筆頭 5–10             | 西十両9枚目 6–9         | 西十両11枚目 8–7            |
| 1977年 （昭和52年） | 西十両7枚目 8–7         | 東十両6枚目 7–8         | 西十両7枚目 7–8         | 西十両10枚目 8–7            | 西十両8枚目 9–6         | 東十両3枚目 6–9             |
| 1978年 （昭和53年） | 西十両6枚目 8–7         | 西十両4枚目 6–9         | 西十両9枚目 8–7         | 東十両8枚目 8–7             | 西十両4枚目 8–7         | 東十両4枚目 5–10            |
| 1979年 （昭和54年） | 東十両10枚目 8–7        | 東十両8枚目 8–7         | 西十両3枚目 6–9         | 東十両6枚目 6–9             | 東十両10枚目 8–7        | 東十両9枚目 引退 3–12–0     |
| 各欄の数字は、「勝ち-負け-休場」を示す。 優勝 引退 休場 十両 幕下 三賞：敢=敢闘賞、殊=殊勲賞、技=技能賞 その他：★=金星 番付階級：幕内 - 十両 - 幕下 - 三段目 - 序二段 - 序ノ口 幕内序列：横綱 - 大関 - 関脇 - 小結 - 前頭（「#数字」は各位内の序列） |                         |                         |                         |                             |                         |                             |

### 幕内対戦成績
| 力士名     | 勝数 | 負数 | 力士名     | 勝数 | 負数 | 力士名 | 勝数 | 負数 | 力士名 | 勝数 | 負数 |
| ---------- | ---- | ---- | ---------- | ---- | ---- | ------ | ---- | ---- | ------ | ---- | ---- |
| 浅瀬川     | 1    | 1    | 朝登       | 2    | 0    | 旭國   | 1    | 4    | 大潮   | 0    | 2    |
| 魁傑       | 0    | 2    | 魁罡       | 0    | 1    | 和晃   | 2    | 2    | 北瀬海 | 0    | 1    |
| 北の湖     | 1    | 0    | 黒姫山     | 3    | 2    | 高鉄山 | 2    | 5    | 金剛   | 0    | 2    |
| 白田山     | 1    | 2    | 錦洋(大峩) | 0    | 5    | 大受   | 1    | 1    | 大雪   | 3    | 1    |
| 大雄       | 6    | 2    | 大竜川     | 1    | 2    | 貴ノ花 | 0    | 1    | 高見山 | 0    | 1    |
| 照櫻       | 2    | 1    | 時葉山     | 4    | 4    | 羽黒岩 | 4    | 5    | 花光   | 0    | 1    |
| 福の花     | 0    | 2    | 藤ノ川     | 1    | 0    | 二子岳 | 3    | 7    | 双津竜 | 1    | 2    |
| 増位山     | 0    | 1    | 三重ノ海   | 0    | 1    | 明武谷 | 1    | 0    | 陸奥嵐 | 1    | 3(1) |
| 長浜(豊山) | 2    | 0    | 吉王山     | 2    | 2    | 義ノ花 | 1    | 1    | 琉王   | 1    | 3    |
| 若浪       | 4    | 2    | 若二瀬     | 2    | 4    |        |      |      |        |      |      |

## 改名歴
- 阿保 鉄雄（あぼ てつお）1963年5月場所
- 栃勇 鉄雄（とちいさみ -）1963年7月場所-1969年11月場所
- 栃勇 義治（- よしはる）1970年1月場所-1979年11月場所

## 年寄変遷
- 岩友 義治（いわとも よしはる）1979年11月-1980年1月
- 岩友 吉宏（- よしひろ）1980年1月-2012年10月